# Fernanda Brandao
Fernanda Brandao (n. 3 mai 1983, Belo Horizonte, Minas Gerais, Brazilia) este o cântăreață braziliană, care trăiește în Germania.
A fost cântăreață solo sub numele de "Laava" și a devenit cunoscută cu trupa "Hot Banditoz" de muzică pop.

## Date biografice
Fernanda Brandao a copilârit într-o familie de muzicieini în Rio de Janeiro. Unchiul și mătușa ei au fost muzicieni. Când avea 9 ani a venit cu mama sa în Hamburg, Germania, unde mama ei a dat lecții de muzică. Fernanda a devenit antrenoare de dans, aerobic și fitness.
Ea lucrează ca și coreografă și apare în diferire clipuri muzicale ca Enrique Iglesias, Kylie Minogue, Pink, Shaggy, Coolio, Gabriella Cilmi, Safri Duo, Seed și cu Modern Talking, ATC, Sarah Connor și Rick Astley. Pe la începutul anilor 2000 cântă sub numele de Laava, ca apoi să apară în trioul muzical Hot Banditoz. Brandao este în etapa a opta a emisiunii Deutschland sucht den Superstar (Germania caută un super star) emisiune care urmrază exemplul britanic în care se caută un idol al muzici pop.

## Discografie
Discuri single (solo)
- 2002 Laava  Wherever You Are (I Feel Love), Edel, Germania
- 2003 Laava Wherever You Are (I Feel Love), Robbins, America
- 2010 Fernanda Brandao Vs. Taan Newjam Gigolo, Dragonman, Germania

Discuri single (grup)
- 2004 Hot Banditoz Veo, Veo, Polydor, Germania
- 2004 Hot Banditoz Chucu Chucu (El Tren), Polydor, Germania
- 2005 Hot Banditoz Shake Your Balla (1,2,3 Alarma), Polydor, Germania
- 2006 Hot Banditoz La Cucaracha Dance, Universal, Germania
- 2006 Hot Banditoz I Want It That Way, Polydor, Germania
- 2007 Hot Banditoz Que Si, Que No, Polydor, Germania

Discuri albume (grup)
- 2004 Hot Banditoz Mini Disco, Universal, Germania
- 2005 Hot Banditoz Mini Disco, Tancevalnij Raj, Rusia
- 2007 Hot Banditoz Bodyshaker, Universal, Germania
- 2007 Hot Banditoz Best Of Holiday Club Hits, Universal, Germania